# Ćana
Ćana (Serbiska: Ћана), född 28 mars 1968 som Stanojka Bodiroža (Serbiska: Станојка Бодирожа) i Gornja Tramošna i Bosnien och Hercegovina, är en serbisk sångerska inom folkmusik.

## Biografi
Ćana föddes 28 mars 1968 i byn Gornja Tramošna i kommunen Sanski Most i Bosnien och Hercegovina. Hon slutade grundskolan i Tomina och började på en allmän inriktning på sekundära-tekniska gymnasiet. Hon engagerade sig i sång både i grundskolan och på gymnasiet, vilket senare gjorde att hon uppträdde på en restaurang i Subotica vid 19 års ålder.

## Karriär
Ćana började sin karriär 1989 med att hon turnerade över hela världen, speciellt Sverige, Danmark, Belgien, 1992 i Toronto, Kanada och senare i Tyskland och Schweiz. 1998 gavs hennes debutalbum Nadam ti se ut.

## Privatliv
Ćana gifte sig den 20 oktober 2001 med Dragan Mitrović-Relja. 2003 fick de sonen Luku.

## Diskografi
- Nadam ti se (1998)
- Pomozi mi (2000)
- Imam dokaz (2002)
- Nedostižna meta (2004)
- Blam, blam (2007)
- Mostovi (2010)